# Meaques
El arroyo de los Meaques es un curso de agua del interior de la península ibérica, afluente del Manzanares, en el que desemboca por la derecha. El río, que discurre por la Comunidad de Madrid, en España, pertenece a la cuenca hidrográfica del Tajo. 

## Curso
Nace en el paraje conocido como Ventorro del Cano, en Alcorcón, a unos 750 metros de altitud. Se adentra después en el término de Pozuelo de Alarcón, donde cruza la autopista de circunvalación M-40. Sin salir de este municipio, bordea por el sur el complejo empresarial y recreativo de la Ciudad de la Imagen, por el norte la colonia-jardín de Arroyo de Meaques (a la que da nombre) y por el sur el barrio de Los Ángeles.

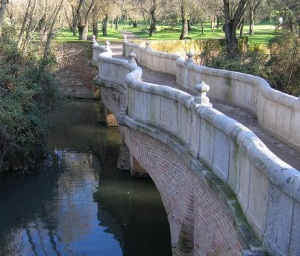
Puente de la Culebra en la Casa de Campo, diseñado por Pedro de Ribera en el.

Entra en el término de Madrid a través de la colonia de Santa Mónica, integrada dentro del distrito de Latina. Sigue posteriormente por la zona forestal de la Casa de Campo, donde atraviesa pequeñas construcciones del siglo XVIII, que, como las rejas de la Guadaña y el puente de la Culebra, fueron impulsadas por la monarquía española como obras de mejora de este antiguo Real Sitio y actual parque urbano. 
Aunque históricamente ha abastecido al Lago de la Casa de Campo, un estanque de origen natural, en la actualidad sus aguas a través de una compuerta van a desembocar al lago y al río Manzanares, al que tributa por la derecha, al sur del puente del Rey, después de atravesar soterrado la Huerta de la Partida.
El arroyo discurre, a lo largo de su curso, por zonas de bosque mediterráneo, tanto encinar denso y adehesado como pinares. A lo que se añade la presencia, en torno a sus riberas, de fresnos, chopos y olmos, además de algunas especies típicas de parques y jardines, como los plátanos.

## Importancia histórica
Esta corriente fluvial posee cierta importancia histórica, por su vinculación con los jardines reales de la Casa de Campo. Alrededor de su curso se construyeron diferentes obras de ingeniería hidráulica, dirigidas a fomentar el uso recreativo de este paraje. Fueron proyectadas por Ventura Rodríguez y, entre ellas, sobresalen las denominadas rejas, portones de ladrillo sobre el cauce que, a la vez que permitían el paso de las aguas por medio de unas verjas de hierro, impedían el acceso de extraños al parque. Existen rejas similares en otros arroyos, como el de Prado del Rey o el de Antequina.
También destacan los puentes. Se edificaron un total de cinco sobre el arroyo de los Meaques: el de la Agachadiza, el del Batán, el de la Culebra y el de los Siete Hermanos.

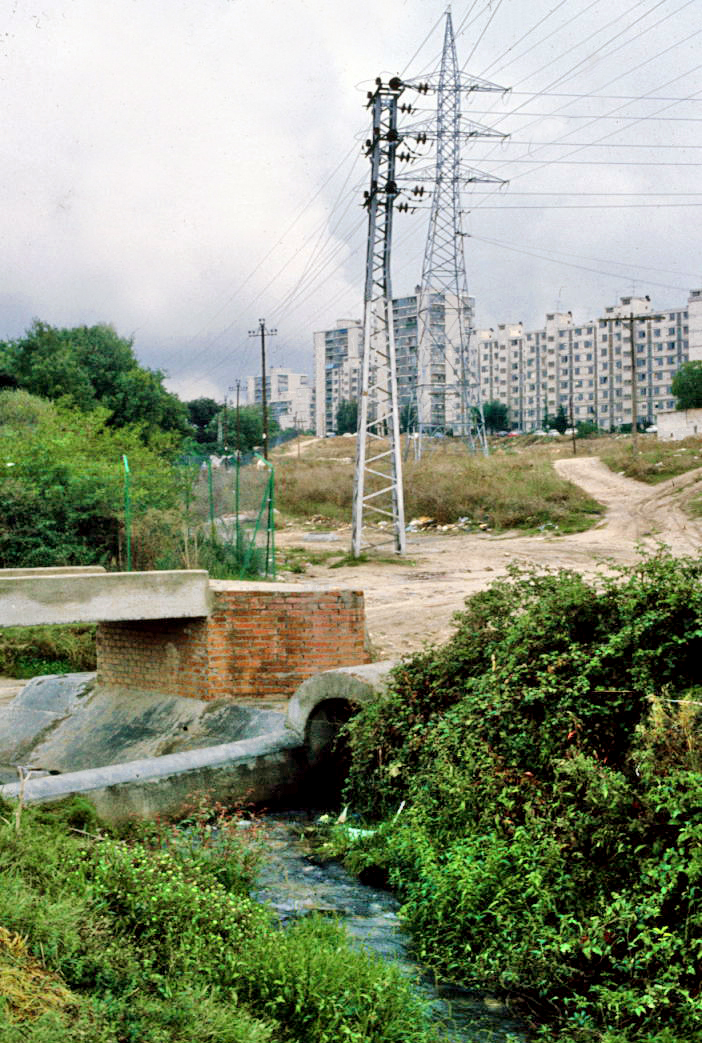
Arroyo de los Meaques en la década de 1970

Tradicionalmente se ha mantenido que la mansio romana de Miaccum, citada en algunos textos históricos, se encontraba en las inmediaciones del arroyo, teoría sostenida por, entre otros, el historiador Juan Ortega Rubio. Esta hipótesis tenía un origen etimológico, al vincular la voz meaques con el citado topónimo, que podría traducirse al castellano como lugar donde hubo un fuego. Por otra parte, en 1907, la Real Academia de la Historia solicitaba el permiso del Ministerio de Guerra para realizar excavaciones «en los terrenos junto al arroyo de los Meaques».
Recientemente se ha propuesto que este enclave romano se hallaría en el municipio madrileño de Collado Mediano, donde se han excavado los restos de una posada.